# Інститут українознавства імені І. Крип'якевича НАН України
Інститут українознавства імені І. Крип'якевича НАН України — науково-дослідний інститут Відділення історії, філософії та права НАН України, входить до складу Західного наукового центру НАН України та МОН України. Розташований у Львові.
Інститут — єдина в Україні академічна науково-дослідна установа, в якій спільно працюють відділи історичного, соціокультурного та літературно-мовознавчого спрямування. Створений у 1951 році, перший директор (1951—1953) — Олексій Нестеренко. До 20 січня 1993 мав назву Інститут суспільних наук АН УРСР.
В Інституті є бібліотека, архів, унікальні бази даних, в тому числі картотеки словника української мови XIV—XV ст., джерелознавчі картотеки Івана Крип'якевича та Мирона Кордуби. Експозиція та фонди археологічного музею завдяки щорічним експозиціям поповнюються цінними експонатами з пам'яток археології земель Галичини і Волині.

## Структура
Станом на початок 2008 р. до складу Інституту входять:
- Відділ археології та археологічний музей (завідувач доктор історичних наук О. Ситник);
- Відділ історії середніх віків (завідувач доктор історичних наук Александрович Володимир Степанович);
- Відділ нової історії України (завідувач кандидат історичних наук Феодосій Стеблій);
- Відділ новітньої історії (завідувач доктор історичних наук І. Патер) із Сектором дослідження українського національного руху (керівник кандидат історичних наук О. Стасюк);
- Відділ української мови (завідувач кандидат філологічних наук Н. Хобзей);
- Відділ української літератури (в.о. завідувача доктор історичних наук Петро Шкраб'юк);
- Центр дослідження українсько-польських відносин (керівник доктор історичних наук М. Литвин).

## Керівники інституту
- Олексій Нестеренко 1951—1953, доктор економічних наук, член-кореспондент АН УРСР
- Іван Крип’якевич 1953—1962, доктор історичних наук, академік АН УРСР
- Маркіян Смішко 1962—1963 в.о., доктор історичних наук
- Мирослав Олексюк 1964—1973, доктор філософських наук
- Володимир Чугайов 1973—1981, доктор історичних наук, професор
- Михайло Брик 1981—1988, доктор економічних наук, професор
- Феодосій Стеблій 1988—1989 в.о., кандидат історичних наук
- Ярослав Ісаєвич 1989—2010, доктор історичних наук, академік НАН України
- Микола Литвин 2010—2018 (у 2010—2013 в.о.), доктор історичних наук, професор
- Ігор Соляр з 2018, доктор історичних наук, старший науковий співробітник, доцент

## Чисельність
- У 2008 в Інституті працював 81 науковий співробітник, в тому числі 16 докторів наук і 46 кандидатів наук, серед яких один академік і один член-кореспондент НАН України.
- 2001 — 71 науковий співробітник, 13 докторів і 35 кандидатів наук.
- 1991 — 84 наукових співробітники, 10 докторів і 30 кандидатів наук;
- 1971 — 61 науковий співробітник, 7 докторів і 27 кандидатів наук;
- 1951 — 47 наукових співробітників, в тому числі 6 докторів наук і 12 кандидатів наук;

## Вчена рада
З 1994 р. в Інституті діє Спеціалізована вчена рада із захисту дисертацій (Д 35.222.01) із спеціальностей історія України (07.00.01), всесвітня історія (07.00.02) та етнологія (07.00.05). За 2005—2007 рр. на ній було захищено 7 докторських і 22 кандидатські дисертації.

## Публікації
За 2005—2007 рр. співробітники Інституту опублікували 25 монографій, 9 збірників документів, 10 словників, 5 посібників для ВНЗ, 13 найменувань довідкової літератури, понад 780 наукових статей загальним обсягом 1668,3 друкованих аркушів, у тому числі 3 монографії та 65 статей в закордонних виданнях.
Серед найважливіших наукових досягнень Інституту слід назвати такі видання:
- фундаментальна монографія І. Крип'якевича «Богдан Хмельницький» (1954),
- унікальний каталог стародруків «Пам'ятки книжкового мистецтва. Каталог стародруків виданих в Україні» (два томи у трьох книгах, 1981, 1984), опрацьований Я. Ісаєвичем і Я. Запаском,
- 3-томна «Історія Львова» (2006—2007),
- М. Ільницький, «У фокусі віддзеркалень: Статті. Портрети. Спогади» (2005),
- Я. Ісаєвич, «Українське книговидання: витоки, розвиток, проблеми» (2002),
- Я. Ісаєвич, «Voluntary Brotherhood: Confraternities of Laymen in Early Modern Ukraine» (Edmonton, Toronto, 2006),
- Л. Войтович, «Княжа доба на Русі: портрети еліти» (2006),
- О. Кровицька, «Українська лексикографія: теорія і практика» (2006),
- Я. Мельник, «Іван Франко й biblia apocrypha» (2006),
- О. Горбач, «Арго в Україні» (2006),
- А. Заярнюк, «Ідіоми емансипації: „визвольні“ проекти і галицьке село у середині XIX ст.» (2007),
- М. Литвин і К. Науменко, «Збройні сили України першої половини XX ст. Генерали і адмірали» (2007),
- «Українська Повстанська Армія. Історія нескорених» (2007) та ін.

Археографічна діяльність Інституту реалізована в ряді серійних документальних видань, серед яких
- «Культурне життя в Україні: Західні землі», тт. 1-3 (1995—2006),
- «Депортації. Західні землі України кінця 30-х — початку 50-х років. Документи, матеріали, спогади», тт. 1-3 (1996—2002),
- «Я винен тим, що українець»: інтерв'ю Юрія Зайцева з Олексою Різниківим. Документи" (2007),
- «Русалка Дністрова». Науково-критичне видання". Книги 1-2. (2008) та ін.

Працівники Інституту регулярно видають словники, зокрема
- «Словник української мови XVI — першої половини XVII ст.» (13 випусків, 1994—2007),
- Л. Полюга «Словник українських синонімів і антонімів» (2007),
- Л. Полюга «Повний словник антонімів української мови» (2006),
- Д. Гринчишин «Словник-довідник з культури української мови» (2006) тощо, а також багато науково-довідкових видань.

Археологи Інституту відкрили в Чернівецькій області (Молодово) найстарші відомі на той час житла середнього палеоліту. У 2001 р. ідентифіковано нововіднайдену національну святиню — Холмську ікону Богородиці ХІ ст. (В. Александрович).

### Перемога в конкурсі Форуму видавців
10 вересня 2009 Ґран-прі конкурсу Книга Форуму видавців, що відбувся в рамках Форуму видавців у Львові здобула книга:
- Наталя Хобзей, Оксана Сімович, Тетяна Ястремська, Ганна Дидик-Меуш. «Лексикон львівський: поважно і на жарт». Львів: Інститут українознавства імені І. Крип'якевича НАН України, 2009.

## Міжнародні зв'язки
Міжнародні зв'язки і співробітництво Інституту активно розвиваються в останні п'ятнадцять років. Вони охоплюють контакти і співпрацю з науковими установами Польщі, Росії, Австрії, Чехії, Словаччини, США, Канади та інших країн. Учені Інституту неодноразово виїжджали на стажування до наукових центрів ряду країн, а також приймали у себе іноземних учених.
Особливо плідне співробітництво склалося з науковими осередками Польщі, яке проявляється в організації спільних археологічних експедицій, проведенні наукових форумів різного рівня, спільних публікаціях тощо.
За підписаною угодою про наукову співпрацю з Інститутом польської мови ПАН у Кракові проводяться спільні дослідження з теми «Загальнокарпатський діалектологічний атлас»; історики, археологи і філологи налагодили конкретну співпрацю з вченими Варшавського, Жешівського, Краківського університетів, Польською Академією Знань, Інститутом Центрально-Східної Європи в Любліні, Південно-Східним Науковим Інститутом в Перемишлі в рамках спільних наукових проектів.
З вченими університетів і академічних установ Росії співробітники Інституту співпрацюють в дослідженні періоду Київської Русі і вивченні славістичної тематики.
Окремої уваги заслуговує співпраця Інституту з Фондом катедр українознавства у США, Українським науковим інститутом Гарвардського університету у США і Канадським інститутом українських студій Університету Альберти в Канаді, зокрема у роботі над історичним словником української мови, виданні документів українського суспільно-політичного руху у ХХ ст.

## Відзнаки
Наукові співробітники Інституту неодноразово відзначалися високими державними і академічними нагородами та почесними званнями.
- Державної премії в галузі науки і техніки України були удостоєні Я. Закревська і Л. Григорчук за працю над «Атласом української мови»,
- премією НАН України ім. М. Грушевського відзначені М. Литвин і Л. Войтович.
- Почесне звання Заслуженого діяча науки і техніки України присвоєно Я. Ісаєвичу, М. Литвину та І. Патеру,
- Заслуженого працівника культури України — В. Гориню і Ф. Стеблію.
- Орденом князя Ярослава Мудрого V ступеня нагороджено Я. Ісаєвича,
- орденом «За заслуги» ІІІ ступеня — Ф. Стеблія і К. Науменка,
- орденом княгині Ольги ІІІ ступеня — У. Єдлінську.

## Адреса
- Інститут українознавства імені І. Крип'якевича НАН України: 79026, м. Львів, вул. Козельницька, 4.
- Відділ археології Інституту українознавства: 79008, м. Львів, вул. Винниченка, 24.